# Zlata Petrović
Zlata Petrović (kyrillisch Злата Петровић; * 13. Juli 1962 in Belgrad, Sozialistische Föderative Republik Jugoslawien, heutiges Serbien) ist eine serbische Folksängerin.

## Leben
Ihr Vater ist Montenegriner und ihre Mutter ist Romni. Schon in während ihrer Kindheit begann sie zusammen mit ihrer Mutter in Bars und Restaurants zu singen.
Im Alter von 14 Jahren wurde Petrović zwangsverheiratet. Zwei Jahre später trennte sie sich von ihrem Mann.
Nach einiger Zeit lernte sie den Sänger Hasan Dudić kennen und heiratete ihn. Aus ihrer Ehe ging der gemeinsame Sohn Miki Dudić hervor. Die Ehe zwischen Petrović und Dudić hielt nicht lange und sie ließen sich wieder scheiden. Zlata Petrović heiratete im Anschluss den Fernsehmoderator Zoran Pejić, von dem sie sich ebenfalls nach kurzer Zeit wieder scheiden ließ.

## Karriere
Zlata Petrović begann ihre musikalische Karriere 1983 mit der Veröffentlichung ihres ersten Albums Dođi da mi ruke greješ, welches sie in ganz Jugoslawien bekannt werden ließ.
Sie veröffentlichte bis heute mehrere Alben und ist eine der gefragtesten Sängerinnen der Romamusik in Serbien. Trotz ihrer Beliebtheit schaffte sie es noch nicht an die Spitze der serbischen Musikcharts.

## Diskografie

### Alben
- 1983: Dođi da mi ruke greješ
- 1984: Ljubi me još malo
- 1986: Srce će ga prepoznati
- 1987: Koga sam ja to volela
- 1989: Daj mi Bože malo sreće
- 1991: Dušmani
- 1993: Učinilo vreme svoje
- 1994: Proklet da je ovaj život
- 1995: Ne daš mi da dišem
- 1996: Bravo, ti si pobedio
- 1997: Ljubav nema pamet
- 2001: Mirišeš na nju
- 2004: Zagušljivo
- 2008: Pola tri

### Kompilationen
- 1995: Ljubi me još malo – The Best Of
- 1998: Infektivno ludilo Zlate Petrović – The Best Of

### Singles (Auswahl)
- 1983: Dođi da mi ruke greješ
- 1997: Plači, Moli
- 1997: Ljubav nema pamet
- 2001: Mirišeš na nju
- 2004: Vodićemo Mi Ljubav